# Jonzac
Jonzac és un municipi francès, situat al departament del Charente Marítim i a la regió de la Nova Aquitània.